# Liolaemus hajeki
Espèce
Statut de conservation UICN

 LC  : Préoccupation mineure
Liolaemus hajeki est une espèce de sauriens de la famille des Liolaemidae.

## Répartition et habitat
Cette espèce est endémique de la province d'El Loa dans la région d'Antofagasta au Chili. On la trouve entre 2 500 et 3 900 m d'altitude. Elle vit dans les dunes et dans la végétation bordant les lacs salés et les cours d'eau.

## Étymologie
Cette espèce est nommée en l'honneur d'Ernst Hajek.

## Publication originale
- Núñez, Pincheira-Donoso & Garín, 2004 : Liolaemus hajeki, nueva especie de Lagartijade Chile (Squamata, Sauria). Boletín del Museo Nacional de Historia Natural, Chile, vol. 53, p. 85-97.